# Leonardo Lourenço Bastos
Leonardo Lourenço Bastos (Campos dos Goytacazes, Brasil; 6 de julio de 1975), más conocido simplemente como Léo, es un exfutbolista brasileño que jugaba de lateral izquierdo. Fue internacional y campeón con la selección de fútbol de su país.

## Selección nacional
Ha sido internacional con la selección de fútbol de Brasil, donde ha jugado nueve partidos.

### Participaciones Internacionales
| Edición                        | Sede                  | Resultado    |
| ------------------------------ | --------------------- | ------------ |
| Copa FIFA Confederaciones 2001 | Japón y Corea del Sur | Cuarto lugar |
| Copa FIFA Confederaciones 2005 | Alemania              | Campeón      |

## Clubes
| Club           | País     | Año       |
| -------------- | -------- | --------- |
| Americano      | Brasil   | 1995-1997 |
| União São João | Brasil   | 1997-1999 |
| Palmeiras      | Brasil   | 1999-2000 |
| Santos         | Brasil   | 2000-2005 |
| Benfica        | Portugal | 2005-2008 |
| Santos         | Brasil   | 2009-2014 |

## Palmarés

### Campeonatos nacionales
| Título                         | Club    | País     | Año  |
| ------------------------------ | ------- | -------- | ---- |
| Campeonato Brasileño           | Santos  | Brasil   | 2002 |
| Campeonato Brasileño           | Santos  | Brasil   | 2004 |
| Torneio de Guadiana            | Benfica | Portugal | 2007 |
| Torneio de Cidade de Guimarães | Benfica | Portugal | 2008 |
| Campeonato Paulista            | Santos  | Brasil   | 2010 |
| Campeonato Paulista            | Santos  | Brasil   | 2011 |
| Campeonato Paulista            | Santos  | Brasil   | 2012 |

### Campeonatos internacionales
| Título              | Club   | País   | Año  |
| ------------------- | ------ | ------ | ---- |
| Copa Libertadores   | Santos | Brasil | 2011 |
| Recopa Sudamericana | Santos | Brasil | 2012 |